# باتريسيو غولن
باتريسيو غولن (بالإسبانية: Patricio Damian Guillen Gandini)‏ هو لاعب كرة قدم أوروغواياني، ولد في 28 ديسمبر 1984 في مونتفيدو في الأوروغواي. لعب مع ريفر بليت ونادي أورينسي ونادي باراكالدو ونادي راسينغ مونتيفيديو ونادي كومبوستيلا.

## وصلات خارجية
- باتريسيو غولن على موقع قاعدة بيانات كرة القدم.إي يو (الإنجليزية)
- باتريسيو غولن على موقع Soccerway.com (الإنجليزية)